# 奧克福雷斯特鎮區 (阿肯色州李縣)
奧克福雷斯特鎮區（英語：Oak Forest Township）是位於美國阿肯色州李縣的一個行政鎮區。

## 地方資料
奧克福雷斯特鎮區的面積為92.21平方千米，當中陸地面積為92.21平方千米，而水域面積為0.00平方千米。根據2010年美國人口普查的數據，當地共有人口350人，而人口密度為每平方千米3.8人。